# Bệnh võng mạc đái tháo đường
Bệnh võng mạc tiểu đường, bệnh võng mạc đái tháo đường hay Bệnh lý võng mạc do đường huyết cao (tiếng Anh: Diabetic retinopathy, hay diabetic eye disease) là tên gọi chung của những bệnh lý trong đó tổn thương xảy ra ở võng mạc bởi căn bệnh tiểu đường và một nguyên nhân hàng đầu dẫn đến mù lòa. Nó ảnh hưởng đến 80% người bị tiểu đường trong khoảng 20 năm hoặc nhiều hơn. Ít nhất 90% trường hợp mới có thể thuyên giảm nếu nhận được sự điều trị và theo dõi mắt đúng cách. Nếu một người mắc bệnh tiểu đường càng lâu, nguy cơ phát triển bệnh võng mạc tiểu đường càng cao. Mỗi năm ở Hoa Kỳ, bệnh võng mạc tiểu đường chiếm 12% trong tất cả các ca mù lòa mới. Nó cũng là nguyên nhân chính dẫn đến mù lòa đối với những người từ 20 đến 64 tuổi.

## Nguyên nhân
Bệnh đái tháo đường gây nên tổn thương các mạch máu của toàn bộ các cơ quan trong cơ thể, biểu hiện rõ nhất ở các vi mạch máu. Tại mắt, do tổn thương các mao mạch võng mạc, làm tăng tính thấm thành mạch, thoát huyết tương vào võng mạc gây phù nề. Khi mao mạch bị phá hủy gây tắc và làm thiếu máu võng mạc, khi đó cơ thể phản ứng bằng cách tiết ra các yếu tố kích thích sự phát triển các mạch máu mới (tân mạch) để nuôi dưỡng những vùng võng mạc này. Tuy nhiên những mạch máu này mỏng manh dễ vỡ gây ra các biến chứng xuất huyết dịch kính, xơ hóa gây co kéo bong võng mạc.

## Triệu chứng
- Điểm nổi hoặc dây tối trong tầm nhìn (floaters).
- Mờ mắt.
- Tầm nhìn dao động.
- Khu vực tầm nhìn có điểm tối hoặc trống rỗng.
- Tầm nhìn đêm kém.
- Tầm nhìn khiếm màu sắc.
- Mất tầm nhìn.